# Auflösungsvermögen
Der Begriff Auflösungsvermögen bezeichnet in der Optik die Unterscheidbarkeit feiner Strukturen, also zum Beispiel den minimalen Abstand, den zwei punktförmige Objekte haben müssen, um sie als getrennte Objekte wahrnehmen zu können. Durch die Angabe eines Winkelabstandes (Winkelauflösung) oder durch die Angabe des Abstandes gerade noch trennbarer Strukturen lässt er sich quantifizieren. Die Abhängigkeit der Auflösung vom Kontrast beschreibt die Kontrastübertragungsfunktion.

## Auge
Das Auflösungsvermögen des bloßen Auges kann von Person zu Person stark variieren. Normalsichtige Erwachsene können Dinge noch scharf sehen, die bis auf etwa 10 cm an das Auge heran bewegt werden, allerdings nur für kurze Zeit, da bald eine Ermüdung auftritt. Die Akkommodation wird auf Dauer zu anstrengend. Bei einem Abstand von 25 cm können die meisten Erwachsenen einen Gegenstand dauerhaft scharf sehen. Dieser Abstand wird daher konventionelle Sehweite oder Bezugssehweite genannt. Hier kann das Auge die beste Ortsauflösung für längere Zeiträume erreichen. Manche Menschen können bei dieser Entfernung noch Strukturen im Abstand von 0,15 mm unterscheiden. Das entspricht einem Sehwinkel von ungefähr 2 Winkelminuten. Andere Personen unterscheiden Strukturen dagegen nur bei einem Abstand von 0,3 mm oder 4 Winkelminuten. Wird der Gegenstand zwischen 25 und 10 cm nah an das Auge gehalten, kann für kurze Zeiträume eine entsprechend bessere Ortsauflösung erreicht werden. Bei entspannten Augen und größeren Entfernungen, mehrere Meter bis ins Unendliche, beträgt das typische Winkelauflösungsvermögen des menschlichen Auges 1 Winkelminute entsprechend einem Visus von 1.
Bei schwachen Kontrasten und zum Rand des Gesichtsfeldes hin nimmt die Sehschärfe merklich ab.

## Optische Instrumente
siehe auch: Auflösung (Fotografie) und Auflösung (Mikroskopie), sowie Fernrohr#Charakterisierung
Optische Geräte wie Fernrohr oder Mikroskop erweitern die Möglichkeiten des Auges – sowohl was sein Auflösungsvermögen als auch was seine Helligkeits-Wahrnehmung betrifft. Letztere wird ausschließlich von der Apertur (Öffnung des Objektivs) bestimmt. Bei visuellen Beobachtungen kann die Vergrößerung des Fernrohrs oder Mikroskops sinnvollerweise soweit gesteigert werden, bis die Winkelauflösung des optischen Gerätes an die des menschlichen Auges angepasst ist. Man spricht dann von der nützlichen Vergrößerung. Eine zu starke Vergrößerung hingegen, bei welcher der visuelle Kontrast zu gering wird, nennt man tote Vergrößerung oder leere Vergrößerung. In diesem Fall erscheint das Bild nur größer, aber es werden keine zusätzlichen Details sichtbar.
Die Auflösung optischer Instrumente ist durch Beugung begrenzt (sogenannte Beugungsbegrenzung, vgl. Beugungsscheibchen). Um zwei Punktquellen mit einem beugungsbegrenzten Instrument voneinander zu trennen, kann beispielsweise das Rayleigh-Kriterium herangezogen werden.
Das Auflösungsvermögen von Mikroskopen ist detailliert hier beschrieben. Es hängt von der numerischen Apertur des verwendeten Objektivs und der Beobachtungswellenlänge ab. Für eine Beobachtungswellenlänge von 0,55 Mikrometer (grünes Licht) erhält man für Objektive mit einer numerischen Apertur von beispielsweise 0,1, 0,65 und 1,4 ein Auflösungsvermögen von 2,75, 0,423 und 0,196 Mikrometer. Dabei ist zu beachten, dass eine numerische Apertur von 1,4 ein Maximum für Mikroskop-Objektive ist, entsprechend ist für grünes Licht maximal eine Auflösung von ca. 0,2 Mikrometer erreichbar. Um solch kleine Strukturen mit dem bloßen Auge zu sehen, ist eine Vergrößerung um ca. 1000 sinnvoll. Die Vergrößerung lässt sich im Mikroskop durch die Kombination von Objektiv und Okular einstellen.
Unter Ausnutzung von nichtlinearen Wechselwirkungen zwischen Licht und Materie, wie zum Beispiel Sättigung von Farbstoffübergängen in der STED-Mikroskopie oder Ein-/Ausschalten der Farbstoffe in der photoaktivierten Lokalisationsmikroskopie (PALM), kann die Auflösung weiter stark gesteigert werden. Bei der STED-Methode werden typischerweise Auflösungen von 20 bis 30 Nanometer erreicht.
Weitere Verbesserungen führten im Jahr 2016 zu Auflösungen von ca. 1 nm.
Auch durch die Größe der Sonde in der Rasterkraftmikroskopie (Auflösungen im Sub-Nanometer-Bereich) oder der optischen Nahfeldmikroskopie (Auflösungen um die 20 Nanometer) kann die Auflösung bestimmt und weiter erhöht werden.
Bei großen Eintrittspupillen von optischen Systemen wird die Auflösung meist noch nicht durch Beugung, sondern von Öffnungsfehlern begrenzt. Diese können durch Abblenden verringert werden, so dass sich bei der kritischen Blende ein optimales Auflösungsvermögen ergibt.
Meistens begrenzen Luftturbulenzen (Seeing) das Auflösungsvermögen (Winkelauflösung) erdgebundener Teleskope auf etwa 1″. Größere Teleskope bewirken hier also nicht automatisch eine bessere Auflösung. Damit diese erdgebundenen Teleskope ihre maximale Auflösung erreichen, bedarf es besonderer Techniken, zum Beispiel der adaptiven Optik oder der Speckle-Interferometrie. Das Hubble-Weltraumteleskop erreicht wegen des Wegfalls der störenden Atmosphäre eine Auflösung von etwa 0,05″ bei sichtbaren Wellenlängen, sammelt dafür aber weniger Licht als die größten Teleskope auf der Erdoberfläche ein.
Seeing-Effekte können bei der Beobachtung von kleinen, aber hellen Objekten wie Planeten oder Mehrfach-Sternsystemen durch eine an das Teleskop angeschlossene Video-Kamera reduziert werden. Auch Amateurastronomen können so durch Auswahl und Überlagerung von Dutzenden bis Tausenden von Einzelbildern planetare Strukturen mit einer Auflösung von unter einer Bogensekunde abbilden („Lucky Imaging“).
Der durch Beugung nach unten begrenzte, minimale Winkel zwischen zwei im Teleskop noch zu unterscheidenden Objekten ist durch folgenden Zusammenhang gegeben:
{\displaystyle \sin(\delta _{\varphi })=1{,}22{\frac {\lambda }{D}}}
{\displaystyle \delta _{\varphi }} : minimaler Winkel
{\displaystyle \lambda } : Wellenlänge der beobachteten Strahlung
{\displaystyle D} : Öffnungsdurchmesser
Die Formel wird durch den empirisch gefundenen Zusammenhang von Dawes bestätigt. Durch „Zusammenschalten“ mehrerer einzelner Teleskope lässt sich durch Interferometrie ein Bild mit der Auflösung berechnen, die dem Abstand der Teleskope entspricht.
Bei benachbarten schwarzen Objekten in leuchtenden Umgebungen tritt der Effekt der Beugungsbegrenzung ebenfalls auf, wo er insbesondere in der Astronomie auch als Tropfenphänomen bezeichnet wird.